# 父子进士亭
30°00′54.2″N 121°36′12.2″E / 30.015056°N 121.603389°E
父子进士亭，位于中国浙江省宁波市镇海区澥浦镇庙戴村牌门头自然村牌门头19号旁，始建于清朝晚期。中华人民共和国成立后，因文化大革命影响，父子进士亭受到较大破坏，后又经搬迁留存至今。2000年12月，父子进士亭被公布为镇海区文物保护单位。

## 历史
父子进士亭初建于清晚期，建时位于街心，20世纪90年代因为修建北大路而将其迁至路边，现位于中国浙江省宁波市镇海区澥浦镇庙戴村牌门头自然村牌门头19号旁。父子进士亭前身是明景泰到弘治年间刘洪、刘光父子先后举进士而在村中所建的牌坊，清晚期因牌坊损毁，刘氏父子后人修此亭以取代。中华人民共和国成立后，因文化大革命影响，父子进士亭损毁较为严重，牌匾、雕刻皆被毁坏，但亭身尚属完好，经一次迁移后保留至今。
2000年12月，父子进士亭被公布为镇海区文物保护单位。

## 结构
父子进士亭整体坐西朝东，占地49平方米，亭身高4.9米（一说6.20米），各边宽为4米，为歇山顶砖木结构，采用四根石质方柱支撑。亭内原有4块牌匾，内容分别为“父子进士”“东浙世家”“五经甲第”“世济恩荣”，后毁于文化大革命，现亭内牌匾为20世纪90年代搬迁时所添加。父子进士亭顶初有的动物图案雕刻及屋脊兽也毁于文化大革命时期。亭西南角有水池碑，上记载了父子进士亭的历史。

## 图片

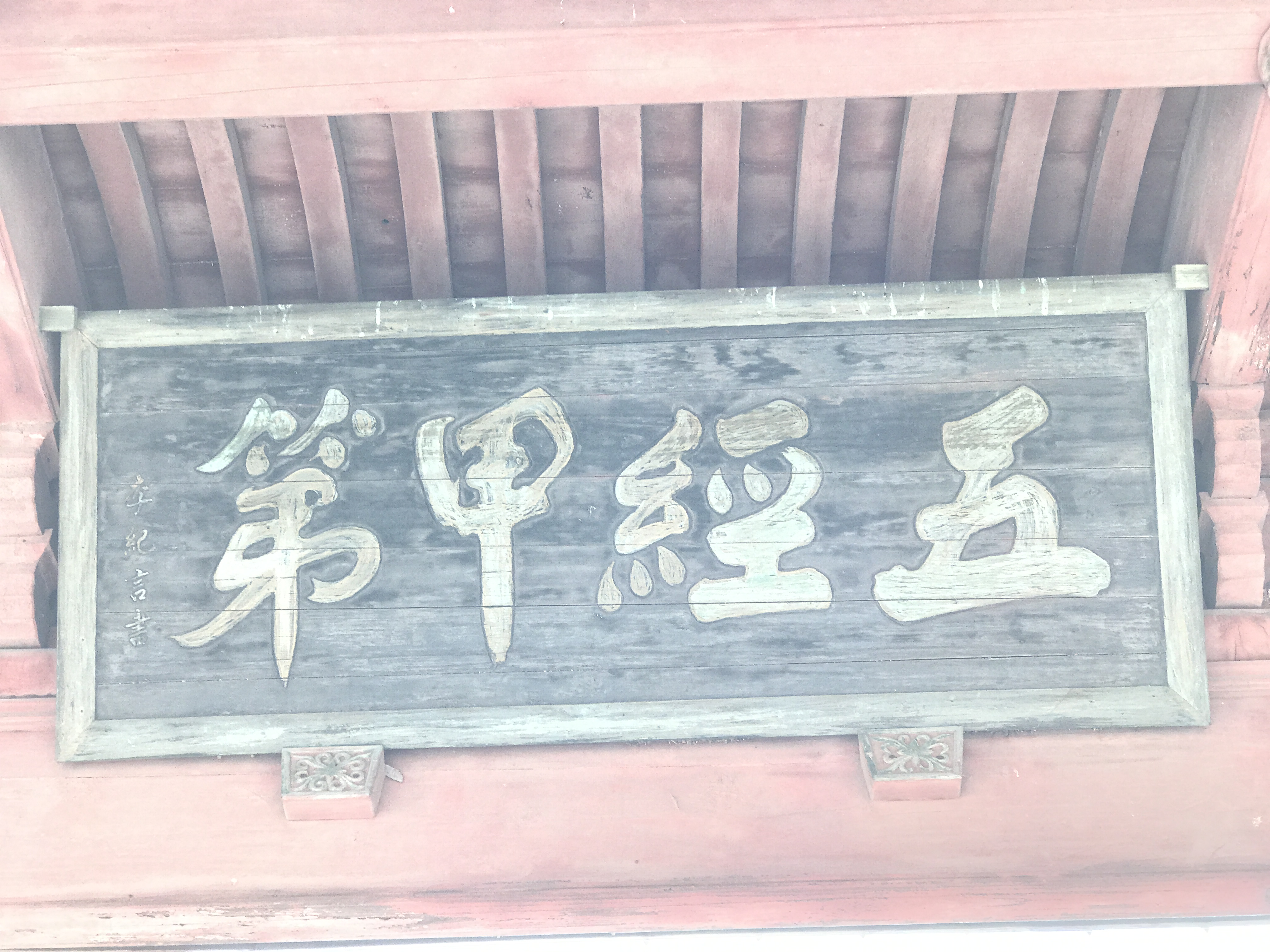
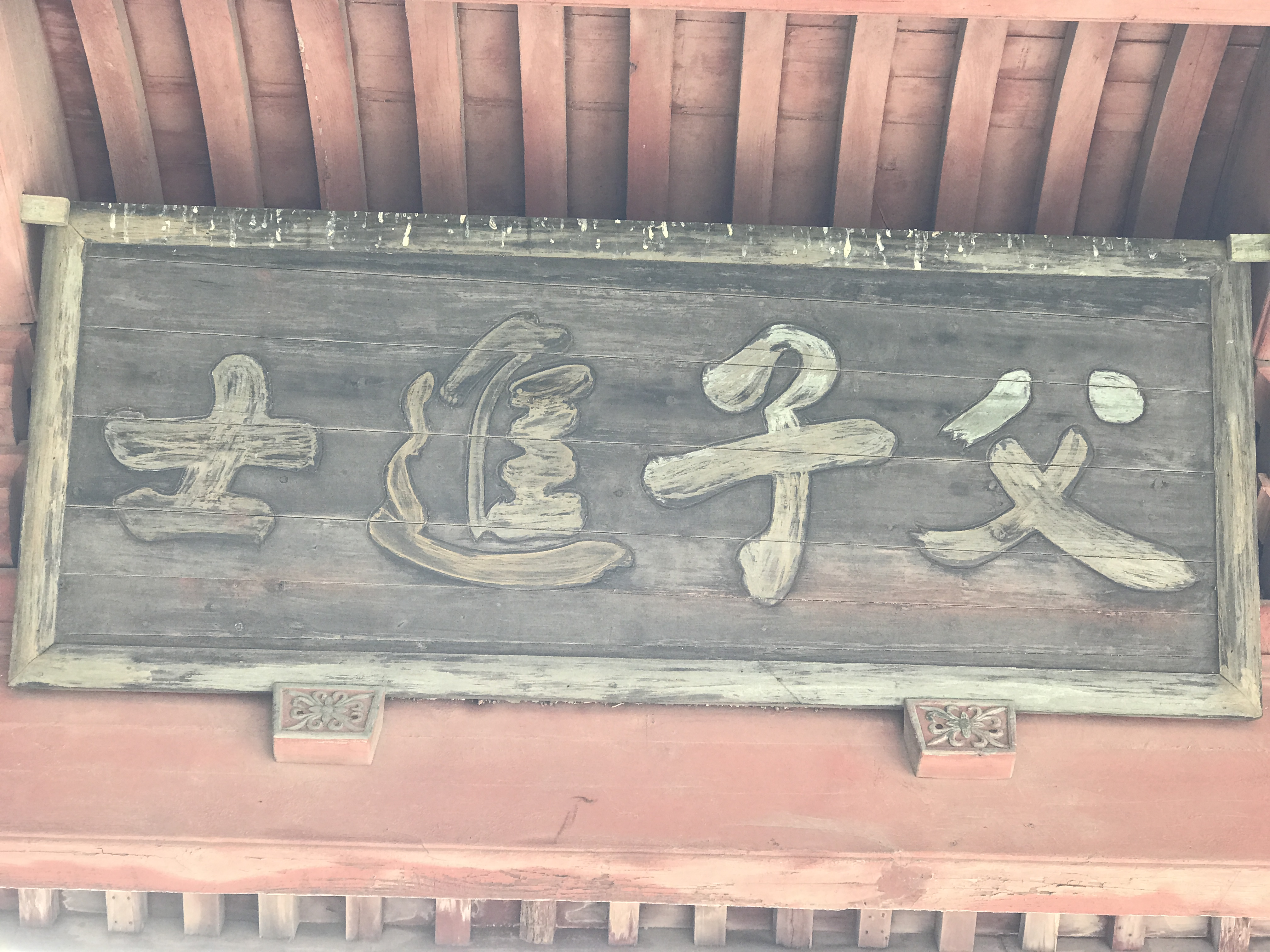
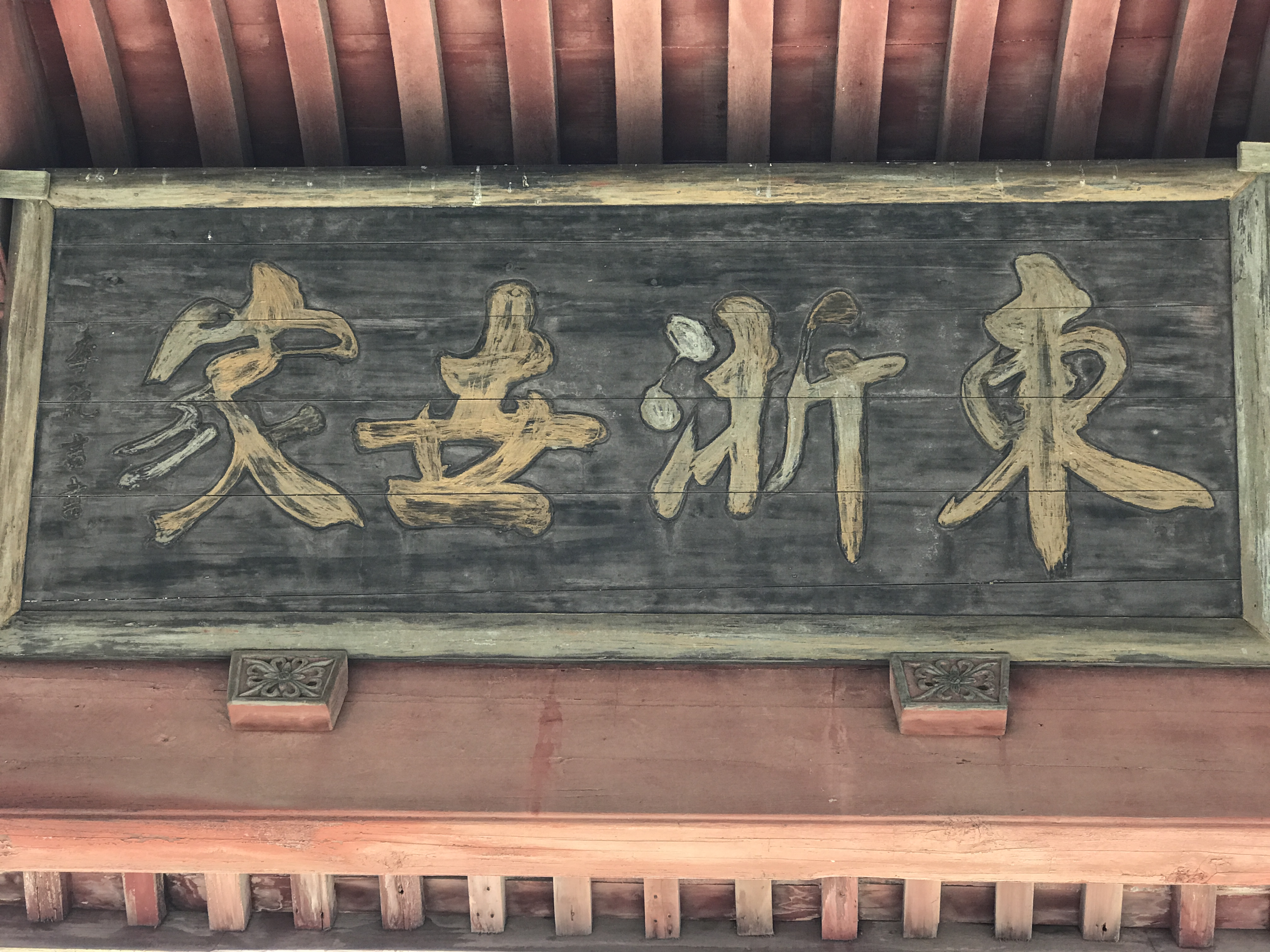
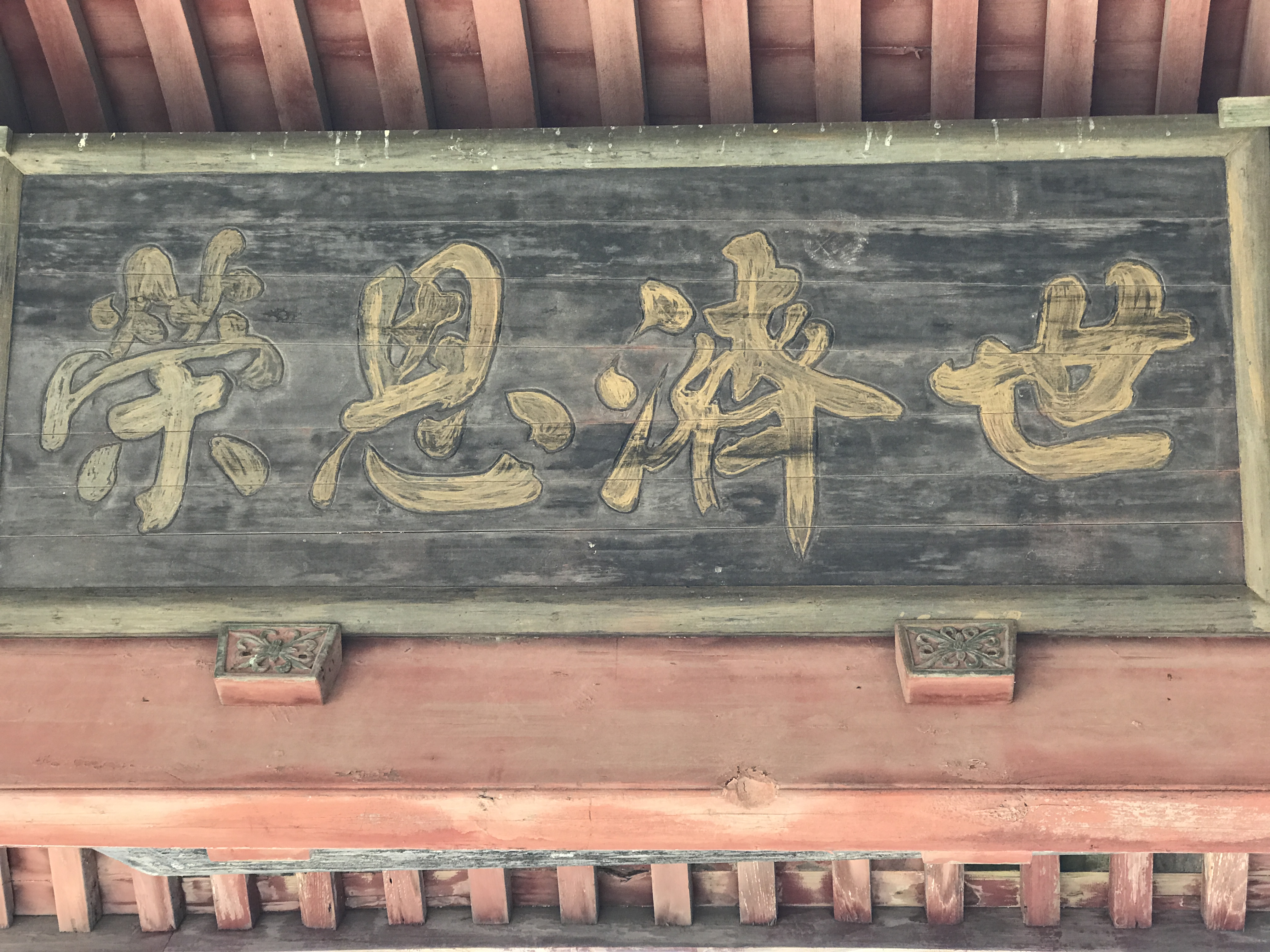
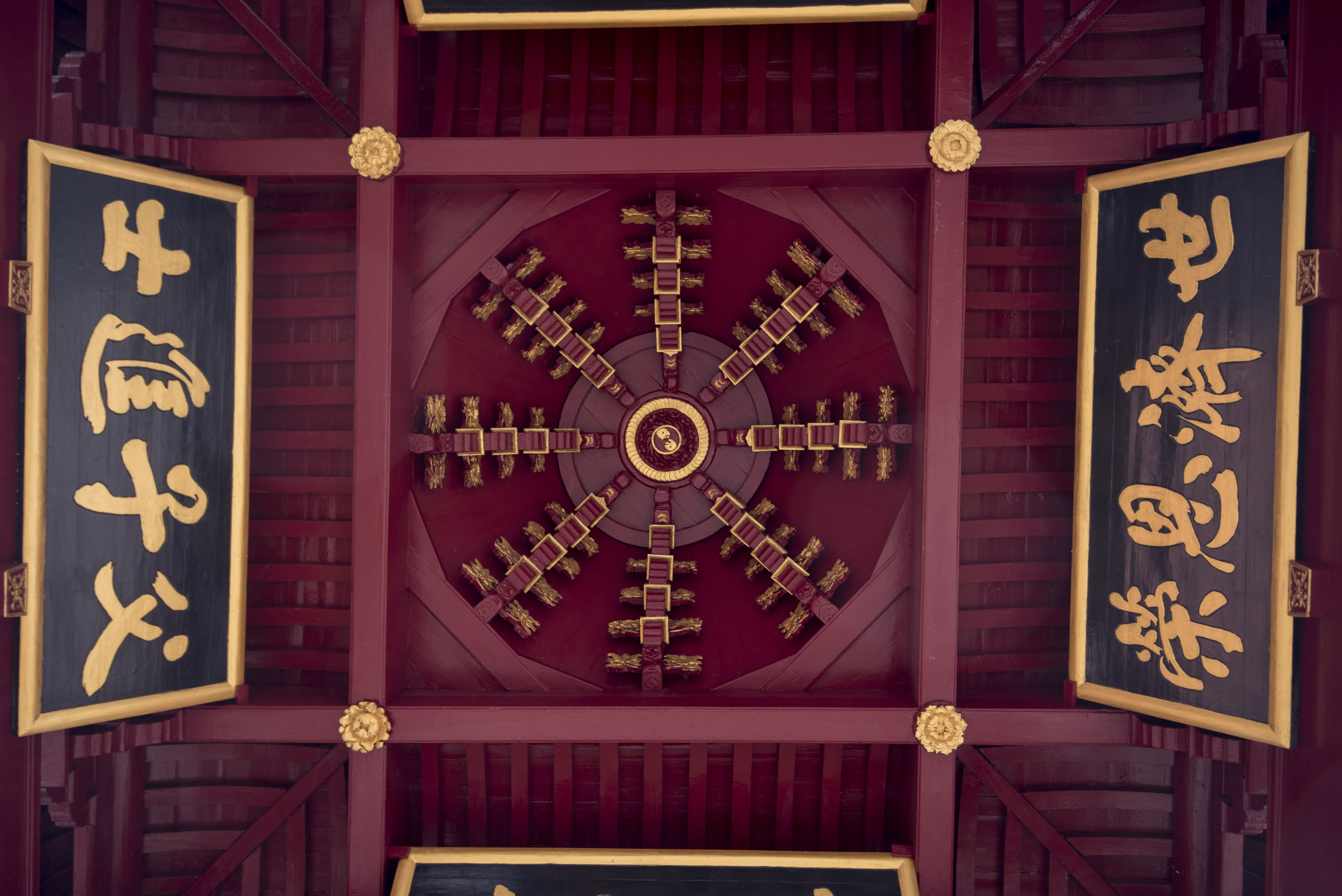
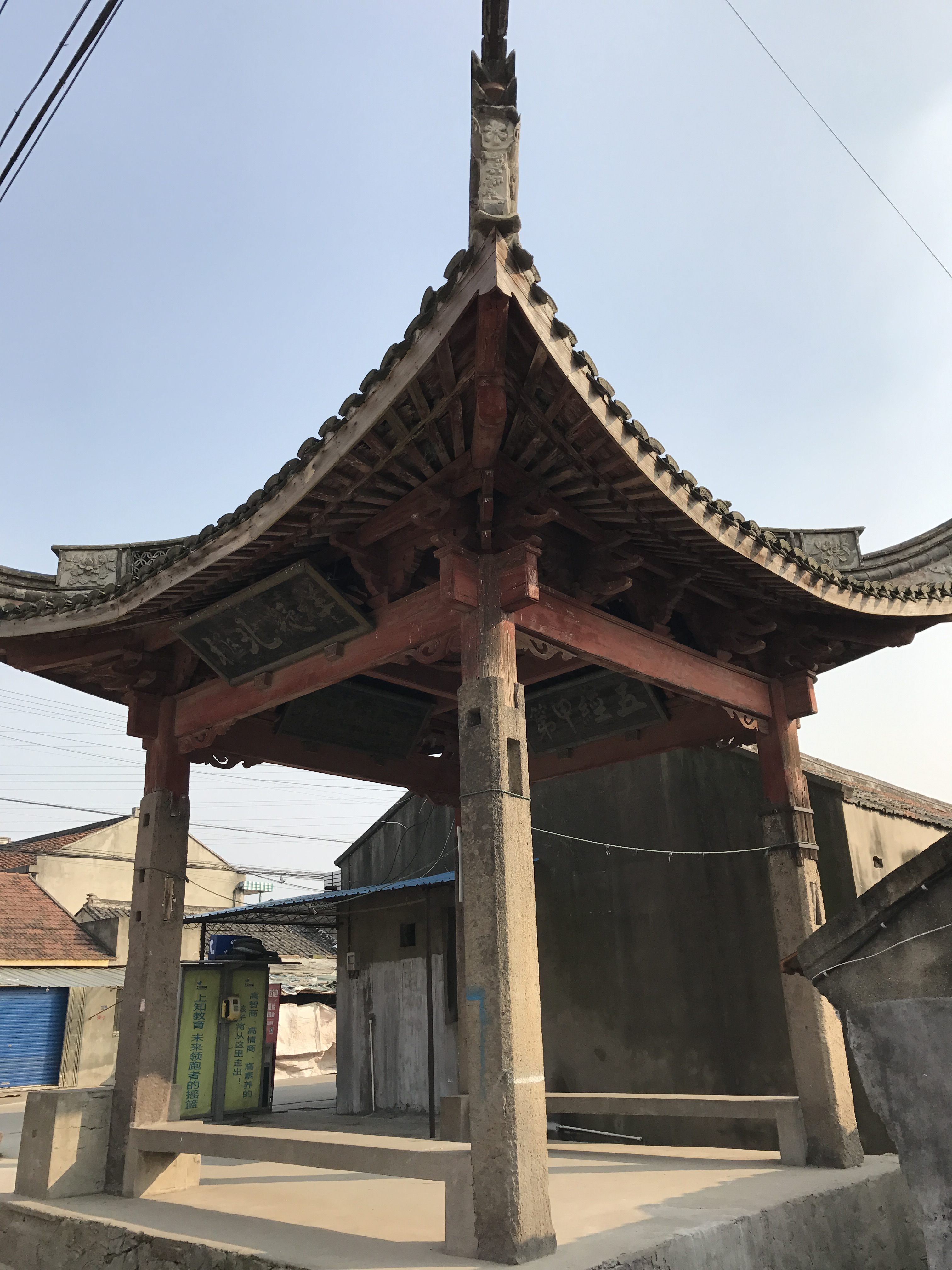
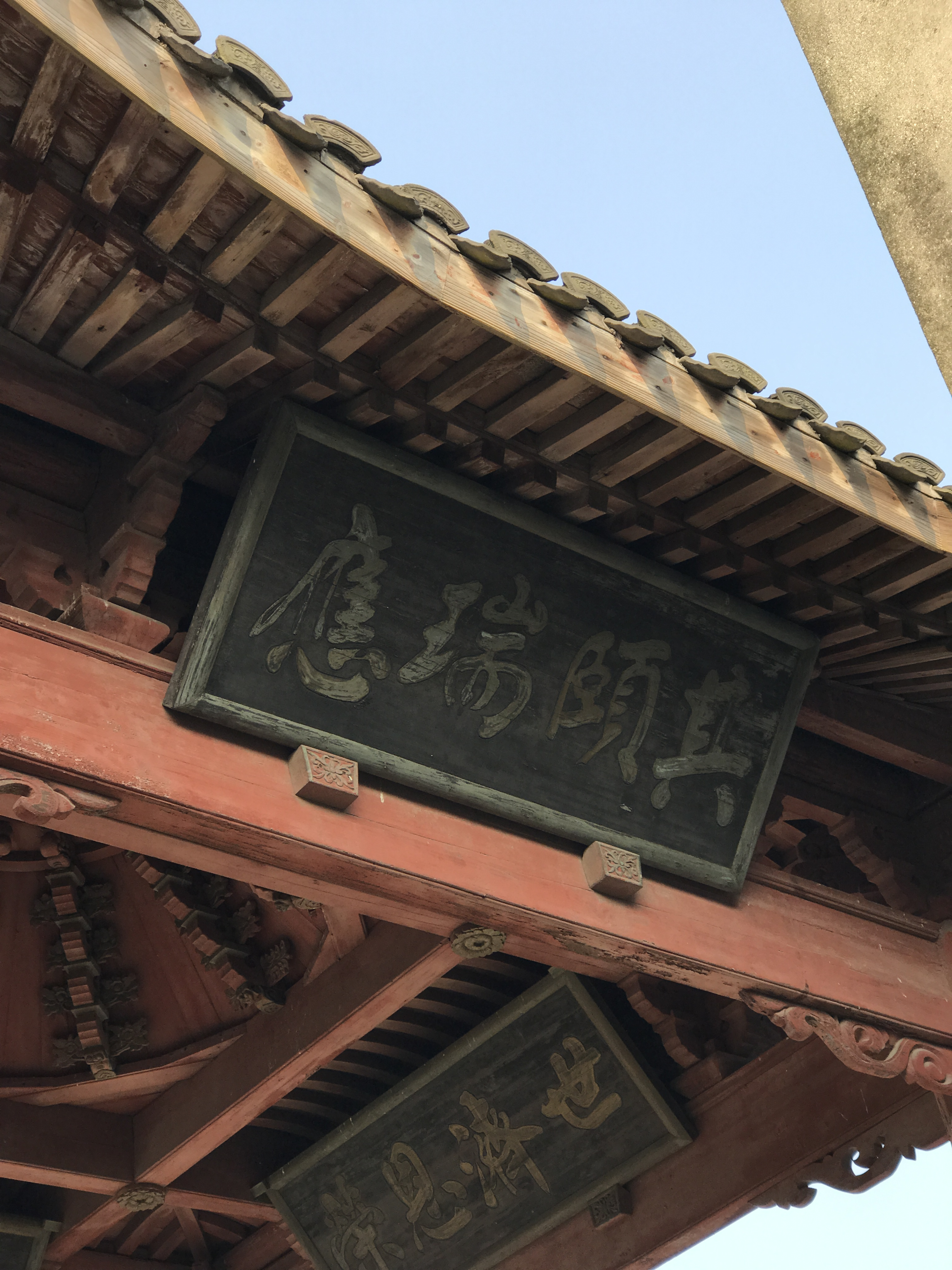
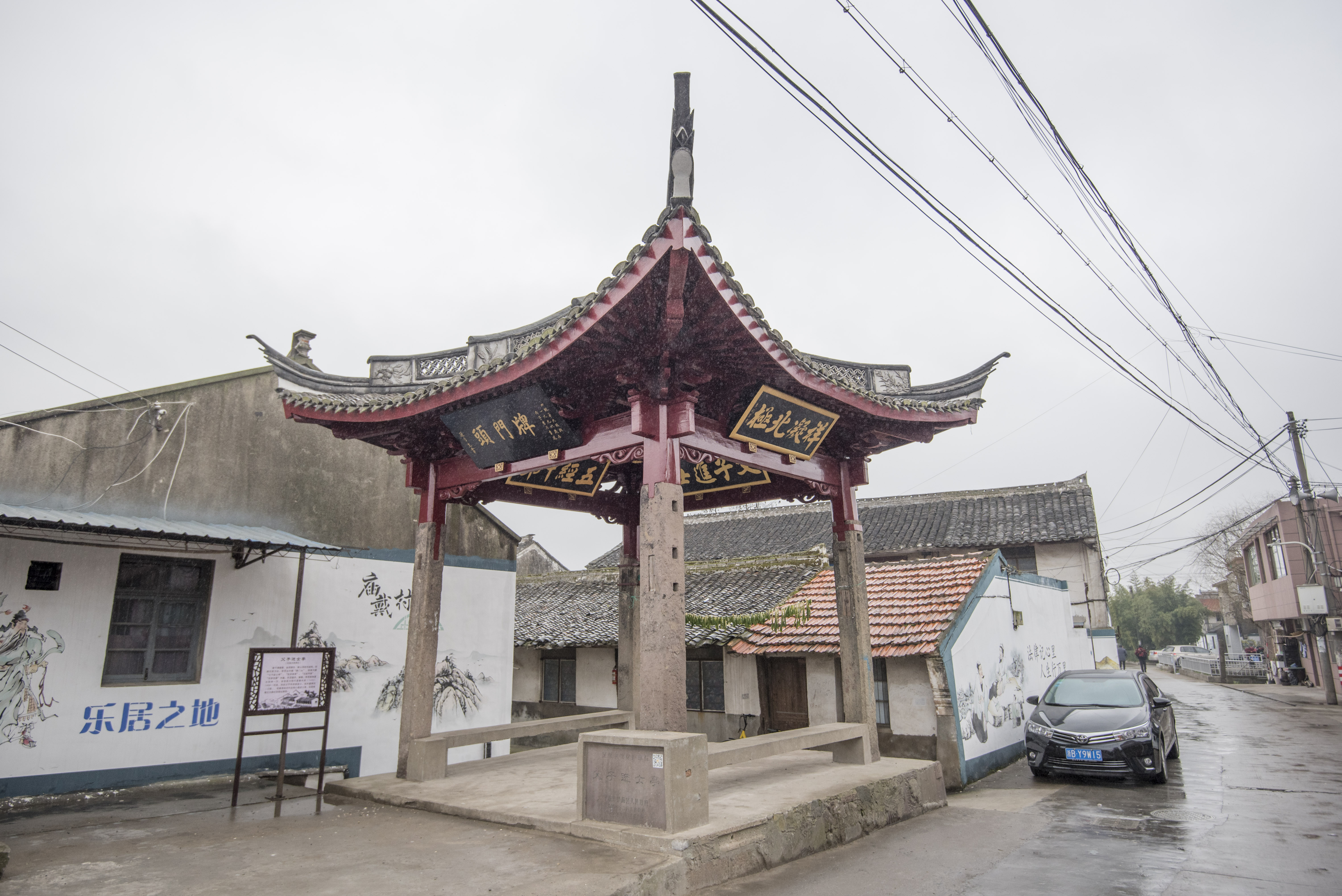
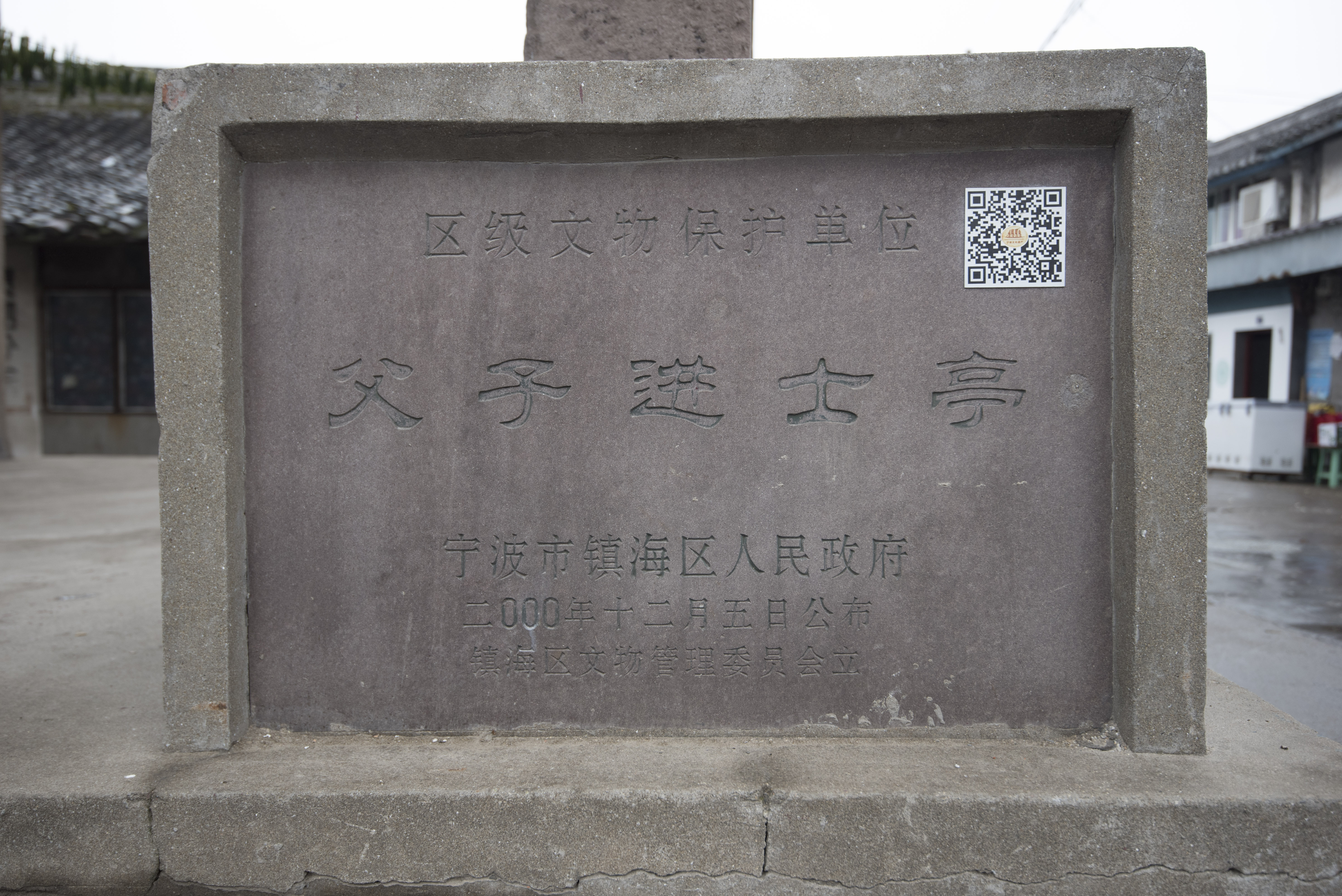